# كيموفسك
كيموفسك (بالروسية: Кимовск) هي إحدى مدن روسيا في الكيان الفدرالي الروسي تولا أوبلاست.